# محوطه باستانی وستمین
محوطه باستانی وستمین مربوط به دوره اشکانی است و در شهرستان ساری، بخش چهاردانگه، روستای مزرعه وستمین واقع شده‌است. این اثر در ۱۳۹۴ به‌عنوان یکی از آثار ملی ایران با شمارهٔ ۳۱۳۳۸ به ثبت رسیده است.

## بن‌مایه
1. ↑  «زیرخاکی‌های چند هزار ساله وستمین مازندران ثبت ملی شد». ایلنا.
2. ↑  10 (۲۰۱۸-۰۷-۲۵). «سومین كاوش در محوطه گور باستانی وستمین مازندران آغاز شد». ایرنا. دریافت‌شده در ۲۰۲۰-۱۲-۲۷.